# Буреть (Тарасинское сельское поселение)
Буре́ть — деревня в Боханском районе Иркутской области России. Входит в состав Тарасинского муниципального образования.

## География
Находится на правом берегу реки Балушкина (правый приток Ангары, впадает в неё в 5 км южнее деревни), в 25 км к юго-западу от центра сельского поселения, села Тараса, и в 37 км от районного центра — посёлка Бохан.

## Население
| 2002 | 2010 | 2011 | 2012 |
| ---- | ---- | ---- | ---- |
| 187  | ↘166 | →166 | →166 |

По данным Всероссийской переписи, в 2010 году в деревне проживало 166 человек (86 мужчин и 80 женщин).